# La Vega (Cauca)
La Vega es un municipio de Colombia, situado en el suroeste del país, en el departamento del Cauca. Su término municipal limita al norte con La Sierra, al sur con San Sebastián y Almaguer, al este con Sotará y al oeste con Sucre y Patía.

## Símbolos
Escudo
La Vega se caracteriza por dos climas predominantes: frío y cálido, cada uno representado por elementos simbólicos que reflejan su historia y economía. El clima frío se simboliza con dos espigas de trigo, cultivo tradicional en las zonas altas, mientras que el cálido se identifica con el café, fuente de ingresos para los campesinos de las áreas bajas. Además, el cóndor, ave que en el pasado surcaba las montañas del municipio, evoca la riqueza natural del territorio. Por su parte, la Planta de la Normal Antigua representa la primera institución educativa de La Vega, que con 53 años de historia se ha consolidado como un referente formativo para la comunidad.
Bandera
En la bandera, el verde simboliza la riqueza natural expresada en la abundancia de fauna y flora, representando la diversidad biológica que caracteriza al territorio. Por otro lado, el azul evoca la presencia de ríos y arroyos, elementos esenciales que no solo aportan vida al ecosistema, sino que también conectan y nutren las distintas áreas geográficas.
Himno
Autor: Willan Dalberto Muñoz López
Otros símbolos
En las proximidades del casco urbano de La Vega, a tan solo 15 minutos de distancia, se encuentra La Virgen, un importante punto de referencia espiritual para la comunidad.
Otro sitio emblemático es El Molino Antiguo, una estructura que opera mediante un mecanismo impulsado por agua y que muele granos de trigo utilizando piedras talladas a mano. Este molino, actualmente bajo la administración del Resguardo Indígena de Pancitará, forma parte del Pueblo Yanacona, un territorio que se encuentra enmarcado en La Estrella Fluvial Colombiana. El artefacto, considerado un patrimonio autóctono, fue labrado por los aborígenes en épocas coloniales, consolidándose como un testimonio vivo del ingenio ancestral.
Asimismo, se destaca La Normal Antigua, institución educativa que se erige como un símbolo fundamental para la población vegueña. Con 53 años de existencia, fue la primera institución educativa del municipio, constituyéndose en un referente para la formación académica y cultural de sus habitantes.

## Historia
La historia de La Vega se remonta al año 1535, cuando los españoles procedentes del Ecuador, liderados por Juan de Ampudia y enviados por Sebastián de Belalcázar, ingresaron a la región. Para evitar el enfrentamiento con el grupo indígena conocido como Los Patianos, construyeron un camino que actualmente conecta las localidades de La Cruz, San Pablo, San Lorenzo, Bolívar, Almaguer, La Vega, La Sierra, Rosas, Timbío y Popayán.
Fue el 9 de septiembre de 1777 cuando Antonio Matiaz Cabral de Melo y Pinzón dio origen oficial a una entidad política y administrativa, siendo reconocido como el fundador del municipio. Posteriormente, en 1874, mediante una ordenanza, se estableció formalmente el municipio de La Vega, integrando los caseríos de Pancitará, Santa Bárbara y Santa Juana.
En 1875, otra ordenanza amplió los límites del municipio, incorporando los caseríos de Santa Bárbara, El Negro (actualmente Altamira), Pancitará, Santa Juana, San Miguel, Arbela y Guachicono, consolidando así el territorio que hoy constituye el municipio de La Vega.

## Geografía
Límites: El municipio se encuentra ubicado en el sur del departamento del Cauca y limita con los siguientes municipios.
- Norte: Con el municipio de La Sierra, delimitando su territorio en dirección hacia el centro del departamento.
- Sur: Con los municipios de San Sebastián y Almaguer, extendiéndose hacia la región andina del Cauca.
- Este: Con el municipio de Sotará, manteniendo conexión con zonas de alta montaña.
- Oeste: Con los municipios de Sucre y Patía, abarcando áreas estratégicas para el desarrollo agrícola y comercial.

Extensión total: 492 km²
Altitud de la cabecera municipal: 2.272 M.S.N.M (Metros sobre el nivel del mar)
Temperatura media: 16 °C
Distancia de referencia: 104

## Alcaldes
| Periodo Inicio     | Periodo Final           | Alcalde                        |
| ------------------ | ----------------------- | ------------------------------ |
| 1 de enero de 2024 | -                       | Alex Yamid Ramos Muñoz         |
| 1 de enero de 2020 | 31 de diciembre de 2023 | Oscar Fernando Molano Ordóñez  |
| 1 de enero de 2016 | 31 de diciembre de 2019 | Carlos Oliver Ordóñez Paz      |
| 1 de enero de 2012 | 31 de diciembre de 2015 | Jorge Octavio Guzmán Gutiérrez |
| 1 de enero de 2008 | 31 de diciembre de 2011 | Luis Alfredo Molano Molano     |
| 1 de enero de 2004 | 31 de diciembre de 2007 | Salomón Melenje Muñoz          |
| 1 de enero de 2001 | 31 de diciembre de 2003 | Ancízar Jiménez Zemanate       |
| 1 de enero de 1998 | 31 de diciembre de 2000 | Everth Guzmán Burbano          |
| 1 de enero de 1995 | 31 de diciembre de 1997 | Antonio María Molano           |
| 1 de enero de 1992 | 31 de diciembre de 1994 | Nilo Joel Rengifo Salamanca    |
| 1 de enero de 1990 | 31 de diciembre de 1992 | Roger Marino Cerón Ordóñez     |
| 1 de enero de 1988 | 31 de diciembre de 1990 | Álvaro Efrén Sotelo Cerón      |